# Стъпвай тежко: Историята на Дюи Кокс
„Стъпвай тежко: Историята на Дюи Кокс“ (на английски: Walk Hard: The Dewey Cox Story) е американски комедиен филм от 2007 г. на режисьора Джейк Кадсан, който е съсценарист и съпродуцент с Джейк Кадсан. Във филма участват Джон Райли, Джена Фишър, Тим Мийдоус и Кристен Уиг.